# Betriebsraum (Talsperre)
Der Betriebsraum ist das im Normalbetrieb nutzbare Volumen einer Stauanlage zwischen dem Absenkziel und dem Stauziel.